# مالك بن أبي السمح
مالك بن أبي السمح أبو الوليد، مالك بن جابر بن ثعلبة الطائي (نحو … ـ 140 هـ / … ـ 757 م) هو أحد الأعلام البارزين في عالم الغناء في العصر الأموي والعصر العباسي. قيل: "إن أمه كانت من بني مخزوم".

## نسبه
مالك بن أبي السمح جابر بن ثعلبة ويقال: مالك بن أبي السمح بن سليمان بن أوس بن سعد بن أوس بن عمرو بن درماء، ويقال: مالك بن أبي السمح بن سلمة بن أوس بن سماك بن سعد بن أوس بن عمرو بن عدي بن وائل بن عوف بن ثعلبة بن سلامان بن ثعل بن عمرو بن الغوث بن طيىء أبو الوليد الطائي، ثم أحد بني درماء كان يتيماً في حجر عبد الله بن جعفر، وكانت له في بني مخزوم خؤولة، وكان قدم المدينة في حطمة أصابت طيئاً بالجبلين، فأقام بها مدة، وأخذ الغناء عن معبد، ومهر فيه، وقدم على يزيد بن عبد الملك، ثم على الوليد بن يزيد.

## حياته المبكرة
كان والد مالك منقطعًا إلى عبد الله بن جعفر بن أبي طالب، وقد أوصى به إلى ابن جعفر الذي قام بكفالته وتربيته، فكان ابن جعفر يعوله ويرعاه، ويؤويه مع إخوته في داره. وقد أدخله في دعوة بني هاشم وعاش في أحضانها حتى أدرك الدولة العباسية، حيث انتقل إلى البصرة وكان مرتبطًا ببني سليمان بن علي.

## نشأته
تعلم مالك الغناء على يد معبد وجميلة، وكان قد شهد في صغره فترات عصيبة نتيجة المجاعة التي حلّت بقبيلته، فانتقل مع أمه وإخوته الأيتام إلى المدينة المنورة، حيث كان يذهب يوميًا إلى بيت حمزة بن عبد الله بن الزبير ليستمع إلى غناء معبد. وقد كان يلازم هذا الباب طوال الليل ليستمع إلى ألحان معبد دون أن يطلب شيئًا لنفسه، مما جعله في بعض الأحيان يلقى العقاب من أمه على عدم جلبه أي شيء. ومع ذلك، ظلّ يردد الألحان التي سمعها من معبد ويؤديها، حتى إذا لامه أحدهم كان يردّ قائلًا: «ما غنيت لنفسي شيئًا، إنما أخذت غناء معبد فأنقل إليه الأشعار وأُحسنه».

## تقديره من قبل حمزة بن عبد الله بن الزبير
كان لمالك حضور دائم أمام منزل حمزة بن عبد الله بن الزبير، فلاحظ حمزة ذلك وأمر بدخوله. وعندما استمع إلى غنائه، أعجب به أيما إعجاب، وأوصى معبد بتعليمه وتوجيهه، وقال له: «لتكن محاسنه منسوبة إليك، وإلا عدل إلى غيرك فكانت محاسنه منسوبة إليه». فاستجاب معبد وبدأ في تعليم مالك أصول الغناء، وجعل حمزة يكرم مالكًا ويُعين أسرته، حيث أجرى لهم رزقًا وكسوة وأعطاهم منزلًا. وأصبح مالك يجلس في مجالس حمزة ويغني في حضوره، حتى أصبح له شأن في مجال الغناء.
كان مالك يقتصر على نقل الألحان التي سمعها من معبد، وكان يُحسنها ويزيد عليها ويُعدل فيها حسب ذوقه. ومن أشهر أغانيه:
«لا عيش إلا بمالك بن أبي السمح فلا تَلحني ولا تَلوم

أبيض كالسيف أو كما يلمع البارق في حالكٍ من الظلم»
وقد قيل إن مالكًا لم يُبتكر لحنًا جديدًا، بل كان يقتصر على تعديل ألحان معبد وجميلة، ويزيد فيها ما يشاء. وقد عُرف هذا الأسلوب الذي اتبعه، وكان إسحاق الموصلي ينكر ذلك ويقول: «غناء مالك كله مذهب واحد لا تباين فيه، ولو كان كما يقول الناس لاختلف غناؤه». وكان مالك عندما يغني ألحان معبد الطوال، يُخففها ويحذف بعض نغمها، ويقول: «أطالها معبد ومططها، وأنا حذفتها وحسنتها».

## شخصيته ووفاته
كان مالك طويل القامة، أحولًا، وأحنَى (أي أن ظهره كان محدب قليلًا). توفي في خلافة أبي جعفر المنصور العباسي.